# Boonville (Nueva York)
Boonville es un pueblo ubicado en el condado de Oneida en el estado estadounidense de Nueva York. En el año 2000 tenía una población de 4,572 habitantes y una densidad poblacional de 25.5 personas por km².

## Geografía
Boonville se encuentra ubicado en las coordenadas 43°29′4″N 75°19′52″O / 43.48444, -75.33111.

## Demografía
Según la Oficina del Censo en 2000 los ingresos medios por hogar en la localidad eran de $36,744 y los ingresos medios por familia eran $40,845. Los hombres tenían unos ingresos medios de $30,992 frente a los $21,362 para las mujeres. La renta per cápita para la localidad era de $16,704. Alrededor del 11% de la población estaban por debajo del umbral de pobreza.